# Université pour étrangers de Sienne
L'université pour étrangers de Sienne (en italien : Università per stranieri di Siena) est une université italienne, située à Sienne, consacrée à l'enseignement de la culture et de la langue italienne aux étrangers (et aux Italiens désirant enseigner l'italien à l'étranger).
Elle est ouverte pendant l'été pour des cours. Elle est l'une des trois Universités pour Étrangers en Italie, aux côtés de l'Université pour étrangers de Pérouse et de l'université pour étrangers de Reggio de Calabre.

## Histoire
Créée en 1917 et réorganisée par la loi no 204 du 17 février 1992, elle a pour but la connaissance et la diffusion de la langue, de la culture et des réalités italiennes dans toutes leurs expressions.
Elle est ouverte pendant l'été pour des cours estivaux.
Elle organise également des examens de langue italienne, le CELI (Certificato di lingua italiana, Certificat de langue italienne) et le CIC (Certificato di italiano commerciale, Certificat d'italien commercial). Il est possible de les passer dans de nombreux centres d'examen partout dans le monde.